# Antón de Alaminos
Antón de Alaminos (Palos de la Frontera, Regne de Castella, 1482 - 1520?) fou un navegant i explorador castellà. Hom n'ignora la data de defunció, tot i que se suposa que va morir a Espanya el 1520.

## La seva carrera
Va formar part de la tripulació de Cristòfor Colom en el tercer i quart viatge, en qualitat de grumet. Després d'haver participat en els viatges de Colom, es va radicar un temps a l'illa l'Hispaniola i d'allà es va traslladar a Cuba. Ja establert a Cuba, va prendre part en diversos viatges d'exploració i acompanyar a Juan Ponce de León en 1513, en el viatge en el qual es va descobrir la península de la Florida.
Posteriorment va acompanyar en qualitat de pilot a Francisco Hernández de Córdoba el 1517 en el viatge en què va ser descobert Yucatán. A Juan de Grijalva el va acompanyar en 1518 en el segon viatge exploratori cap a terres mexicanes amb el títol de pilot major. En aquest viatge, Antón, va confondre la península de Yucatán amb una illa i la va nomenar «Illa Rica». Finalment va acompanyar Hernán Cortés en 1519, en el tercer viatge que va partir de Cuba cap a Mèxic i va culminar amb la Conquesta de Mèxic.

## Hernán Cortés i Antón de Alaminos
En la seva primera Carta de Relación o Carta de Veracruz que va enviar Hernán Cortés als reis d'Espanya, cita en diverses ocasions a Antón de Alaminos:
| « | (...) Pot haver-hi dos anys poc més o menys, Molt esclarides Prínceps, que a la ciutat de Santiago, que és a l'illa Fernandina (Cuba), on nosaltres hem estat veïns en els pobles d'ella, es van ajuntar tres veïns de la dita illa, i el un dels quals es diu Francisco Fernández de Còrdova i l'altre Lope Ochoa de Cayzedo i l'altre Cristóbal Morante. I com és costum en aquestes illes que en nom de vostres Majestats estan poblades d'espanyols d'anar per indis a les illes que no estan poblades d'espanyols per es servir Dell, envien els precitats dos navilis i un bergantí perquè de les esmentades illes portessin indis a la dita illa Fernandina per a servir-se'n. I creiem, però encara no ho sabem de cert, que l'esmentat Diego Velázquez, tinent d'almirall, tenia la quarta part de la dita armada. I l'un dels esmentats armadors va ser el capità de l'armada, anomenat Francisco Fernández de Còrdova, i va portar per pilot a Antón de Alaminos, veí de la vila de Palos. I a aquest Antón Alaminos vestits nosaltres ara també per pilot, [i] ho enviem a vostres Reials Altesses perquè les vostres Majestats puguin ser informats. | » |

## Cortés envia Antón de Alaminos a Espanya
Una vegada que Hernán Cortés va fundar la Villa Rica de la Veracruz (Port de Veracruz) i erigir-hi el primer ajuntament fundat a Amèrica continental i que li conferia plena autoritat, amb total independència del Governador Diego Velázquez de Cuéllar, va decidir el conqueridor espanyol informar l'Emperador Carles V (I d'Espanya) dels successos mitjançant la carta coneguda com a «Primera Carta de Relación». Així, doncs, el 26 de juliol de 1519 va enviar a dues cabilderos o procuradors que portaran a la reis d'Espanya l'anomenada Carta del Cabildo (primera carta de relació), així com valuosos regals per al sobirà espanyol, a més d'alguns regals per al seu pare Martín Cortés. Portant com a pilot a Antón de Alaminos, van sortir a Espanya els procuradors Francisco de Montejo i Alonso Hernández Portocarrero.

## El viatge a Espanya
Cortés li havia donat instruccions a Alaminos de no acostar-se a Cuba en el seu viatge de tornada a Espanya per tenir seriosos problemes amb el governador de l'illa, en aquells temps enemic seu. Un dels enviats de Cortés, Francisco de Montejo, va persuadir a Antón de Alaminos perquè van desembarcar en un lloc conegut com a Marién, on Montejo tenia una estada, i amb el pretext que en aquest lloc es proveirien d'aliments i provisions varen desembarcar en el lloc. Ben aviat, el governador de l'illa Diego de Velázquez es va assabentar del navili que Cortés, subordinat seu, havia enviat a Espanya. Diego de Velázquez va manar dues naus lleugeres en la seva persecució, amb l'objectiu d'aturar el navili pilotat per Antón de Alaminos. Tanmateix, açò va aconseguir escapar i va arribar a Sanlúcar de Barrameda a l'octubre de 1519.
El capellà de Diego de Velázquez, que es trobava per aquell temps en Sevilla, en conèixer l'arribada dels procuradors enviats per Cortés, va aconseguir que la Casa de la Contractación de Sevilla els capturat i les confiscada els presents que enviava Cortés a l'Emperador Carles V i al seu pare. El procurador Alonso Hernández Portocarrero va morir a la presó, mentre que l'altre procurador Francisco de Montejo va tornar després a la Nova Espanya i va participar en la conquesta de Yucatán. Antón de Alaminos, segons sembla, va morir poc temps després a Espanya.

## Llegat
Es considera que el pilot Antón de Alaminos va ser el primer navegant a descobrir i en utilitzar el Corrent del Golf, corrent que facilita a les embarcacions de vela el retorn a Europa des d'Amèrica.